# Ganso
Ganso  är en by i departementet Mangodara i provinsen Comoé i sydvästra Burkina Faso. Byns befolkning uppgick runt 2005 till 756.

### Fotnoter
1. ↑  Burkinabé government inforoute communale Arkiverad 3 mars 2016 hämtat från the Wayback Machine.